# جاناتان زکریا
جاناتان زکریا (انگلیسی: Jonathan Zacaría؛ زادهٔ ۶ فوریهٔ ۱۹۹۰) بازیکن فوتبال اهل آرژانتین است.
از باشگاه‌هایی که در آن بازی کرده‌است می‌توان به باشگاه فوتبال اونیورسیداد شیلی اشاره کرد.